# Tivoli Gardens FC
Tivoli Gardens Football Club – jamajski klub piłkarski z siedzibą w mieście Kingston, stolicy państwa.

## Osiągnięcia
- Mistrz Jamajki (3): 1983, 1999, 2004
- Puchar Jamajki (2): 1999, 2006
- Finał Pucharu Mistrzów Karaibów (CFU Club Championship): 2004

## Historia
Klub Tivoli Gardens zarządzany jest przez członka parlamentu jamajskiego z czterdziestoletnim stażem Edwarda Seagę. W sezonie 2003/04 klub zdobył mistrzostwo Jamajki, a w sezonie 2004/05 wicemistrzostwo. Kierujący przez dwa lata drużyną trener Glendon "Admiral" Bailey w sezonie 2006/07 zastąpiony został przez Calverta Fitzgeralda, który wcześniej opiekował się zespołami rywali klubu Tivoli Gardens - Waterhouse Saint Andrew i Rivoli United Kingston.

### Znani piłkarze w historii kluby
- Ricardo Fuller
- Jermaine Johnson
- Marco McDonald